# The Court Jester
The Court Jester is een Amerikaanse film (musical) uit 1956 van regisseurs Melvin Frank en Norman Panama die ook tekenden voor de productie en het scenario. In de hoofdrollen zijn Danny Kaye, Basil Rathbone en Glynis Johns te zien.
Het budget voor de film liep op tot 4 miljoen dollar in de herfst van 1955 en was daarmee de duurste komediefilm tot dan toe. De film was met een opbrengst van 2,2 miljoen dollar een flop in de bioscopen en kwam niet eens uit de kosten. Later steeg de waardering en werd de film een succes op televisie. In 2004 werd de film geselecteerd om bewaard te worden door de United States National Film Registry van het Library of Congress vanwege culturele, historische en esthetische kwaliteiten.

## Verhaal
In het middeleeuwse Engeland wordt het land onderdrukt door koning Roderick. Roderick is echter niet de rechtmatige koning, hij is aan de macht gekomen door de koninklijke familie te laten uitmoorden. Alleen de kroonprins, een baby, is ontkomen. De baby is uit het koninklijk paleis gesmokkeld en wordt bewaakt door een groepje verzetslieden, onder leiding van de Black Fox. De laatste heeft Hubert Hawkins aangewezen als oppas. Hawkins wil graag actief aan het verzet deelnemen, maar door zijn onhandigheid is hij gedwongen als verzorger van de kroonprins op te treden. De Black Fox is vastbesloten om Roderick ten val te brengen. De gelegenheid biedt zich aan als de valse koning zijn dochter Gwendolyn wil uithuwelijken aan Sir Griswold. Als het de Black Fox lukt om een van zijn mensen binnen te smokkelen tijdens het huwelijk kan deze de toegang tot de geheime gang naar het kasteel openen. Vervolgens kunnen de mannen van de Black Fox dan door de gang binnendringen en het kasteel in handen krijgen. 
Als Hawkins, samen met Maid Jean, een lid van de verzetsgroep, de kroonprins naar een veilige locatie wil brengen, komen ze Giacomo tegen, een beroemde nar uit Italië. Giacomo is uitgenodigd door Roderick om het huwelijk op te vrolijken. Als Maid Jean hoort dat Giacomo toegang heeft tot het kasteel slaat ze hem bewusteloos. Ze weet Hawkins ervan te overtuigen om vermomd als Giacomo het kasteel binnen te komen en de geheime gang te openen. Eenmaal in het kasteel probeert Hawkins wanhopig de sleutel van de gang te bemachtigen. Als echter prinses Gwendolyn verliefd op hem wordt, beginnen de problemen. Hawkins wordt gehypnotiseerd door de verzorgster van de prinses, Griselda, en denkt nu dat hij een held is, een zwaardvechter en don Juan. Als echter iemand met zijn vingers knipt is hij weer Hawkins. Lord Ravenhurst, de raadsman van de koning, ziet in Giacomo/Hawkins een ideale moordenaar voor zijn rivalen en Sir Griswold ziet Hawkins als rivaal voor zijn gunsten bij de prinses. De geplaagde Hawkins wordt tot ridder geslagen en uitgedaagd tot een duel met Sir Griswold. Hawkins weet Griswold wonder boven wonder te verslaan en deze druipt af met zijn mannen. Maar de triomf van Hawkins is van korte duur. Ravenhurst denkt dat hij de Black Fox is en probeert hem te doden in een zwaardgevecht. De echte Black Fox weet echter het kasteel binnen te dringen en Ravenhurst en de valse koning Roderick worden verslagen.

## Rolverdeling
- Danny Kaye: Hubert Hawkins
- Glynis Johns: Maid Jean
- Basil Rathbone: Lord Ravenhurst
- Angela Lansbury: Prinses Gwendolyn
- Cecil Parker: Koning Roderick
- Mildred Natwick: Griselda
- Robert Middleton: Sir Griswold
- Edward Ashley: Black Fox
- Herbert Rudley: Captain of the Guard
- Michael Pate: Sir Locksley
- Noel Drayton: Fergus
- John Carradine: Giacomo

## Opnamen
Danny Kaye had samen met zijn vrouw schrijfster, componiste Sylvia Fine een filmproductiebedrijf opgericht Dena Enterprises, genoemd naar hun dochter Dena. Dena Enterprise had al een film uitgebracht Knock on Wood en bij deze film werkten Sylvia Fine (liedjes), Kaye (hoofdrol) en Norman Panama en Melvin Frank (regie, scenario) samen. The Court Jester moest de tweede film worden van Dena Enterprises en de samenwerking tussen Kaye, Fine, Panama en Frank werd opnieuw bekrachtigd. Paramount Pictures kreeg de distributie en Panama en Frank werd aangesteld als producers. 
In juli 1954 ging de productie van start. Voordat de filmopnamen konden beginnen werd er in de pre-productie hard gewerkt aan de decors. In de Paramount Studio's werden twee grote decors gebouwd: het interieur van het kasteel van koning Roderick en het binnenplein van het kasteel. Die kosten alleen al bedroegen 200.000 dollar. De kosten bleven groeien en rond november 1954 toen de filmopnamen van start gingen, was al 3.000.000 dollar gebudgeteerd. Het oorspronkelijk budget was 2.478.000 dollar en er was voorzien in 48 draaidagen. De productie kwam tijdens de eerste week van filmopnamen al in de problemen, director of photography Ray Rennahan werd ontslagen en vervangen door Ray June. Na drie maanden filmen was er een pauze in de opnamen tussen 16 - 25 februari 1955, waarna doorgegaan werd tot 12 maart 1955. Op 18 maart 1956 werden nog wat aanvullende opnamen en heropnamen gemaakt. De kosten waren inmiddels gestegen tot 3.702.103 dollar en zou uiteindelijk uitkomen op ca. 4.000.000 dollar. Het totaal aantal draaidagen kwam uiteindelijk uit op 76, 28 meer dan begroot. De uitgelopen draaidagen kostte actrice Glynis Johns bijna haar rol in de film Josephine and the Men. Uiteindelijk kon ze toch de rol aannemen. De repetitie van The Court Jester nam 18 dagen in beslag, terwijl de second unitploeg 18 dagen nodig had, onder andere voor opnamen op locatie in Palos Verdes in Californië.
Danny Kaye was fysiek weinig imposant en de producers vonden dat hij er niet uitzag in een maillot. Om er nog iets van te maken werden zijn benen voorzien van schuimrubber opvulstukken. Acteur Basil Ratbone
merkte echter dat Kaye misschien niet imposant oogde, maar dat hij wel een goed schermer was. Rathbone had in zijn lange carrière een reputatie opgebouwd als de beste schermer van Hollywood, maar hij was inmiddels 63. Kaye die 42 was tijdens de opnamen was voor de schermopnamen speciaal getraind door Ralph Faulkner de trainer van de Amerikaanse Olympische schermploeg. Kaye had nooit eerder geschermd, maar bleek een natuurtalent. Zijn vermogen om elke beweging die hij had gezien snel te imiteren, kwam hierbij van pas. Binnen drie weken was Kaye zo goed getraind dat hij Rathbone kon verslaan. Rathbone werd zelfs zo in een hoek gedreven dat hij voor een groot aantal scènes werd vervangen door Faulkner die optrad als stuntman. In de film is dit goed zien, in de meeste schermscènes zien we van Ravenhurst alleen de achterkant. Kaye's talent als danser en acrobaat kwam ook goed van pas bij de scènes waar hij de ridderslag ontvangt. De grap van de scène is dat het tempo van de ridderslagceremonie wordt versneld. We zien eerst hoe een andere man tot ridder wordt geslagen en de ceremonie normaal wordt uitgevoerd. Vervolgens wordt alles bij Kaye veel sneller gedaan. Hij wordt door zijn collega-ridders bijna de zaal door gesleurd. Die collega-ridders waren samengesteld uit een groepje amateurs die veldslagen uit het verleden naspelen in nagemaakte uniformen en met nagemaakte wapens. The American Legion Zouaves of Richard F. Smith Post No. 29, Jackson, Michigan speelde normaal de rol van een compagnie  zoeaven die dienstdeed tijdens de Amerikaanse Burgeroorlog, maar werd voor de film omgetoverd tot een groep ridders.
De film kreeg na het uitbrengen wat kritiek in verband met plagiaat. Criticus Jack C. Moffitt zei dat de hypnosetruc waarbij Kaye met een vingerknip van persoonlijkheid verandert, door hem was gebruikt voor de film Mountain Music waarvoor hij het scenario had geschreven. Moffitt zelf echter gaf toe dat hij de truc op zijn beurt weer had gestolen uit de film City Lights van Charlie Chaplin.

## Filmmuziek
Sylvia Fine en tekstdichter Sammy Cahn schreven de volgende liedjes voor de film:
- "(You'll Never) Outfox the Fox"
- "My Heart Knows a Lovely Song"
- "Pass the Basket"
- "Where Walks My True Love?"
- "Maladjusted Jester" (tekst en muziek Sylvia Fine)
- "Life Could Not Better Be"

Het nummer "I Live to Love"  sneuvelde in de montage.
Componist en arrangeur Victor Schoen schreef de rest van de muziek voor de film, en had de muzikale leiding. Hij werd geassisteerd door componist Elmer Bernstein. Schoen die nooit eerder verantwoordelijk was geweest voor de muzikale leiding van een speelfilm, moest alles nog leren. Zo had hij aanvankelijk geen idee hoe hij de muziek moest synchroniseren met de beelden. Daarnaast stond hij voor de opgave om ruim 100 minuten muziek voor de film te schrijven. Sommige gedeeltes waarvoor hij muziek moest schrijven waren bijzonder en eisten veel van zijn vakmanschap. Hij was erg trots op het mini-pianoconcert dat hij schreef voor de schermscène tussen Ravenhurst en Hawkins op het einde van de film.

## Citaten
In de film zit een scène waarin Griselda Hawkins wil helpen om Sir Griswold te verslaan tijdens een toernooi. Ze wil Griswold vergiftigen door gif te stoppen in het drankje dat beide tegenstanders moeten drinken voor het gevecht. Ze heeft het gif gedaan in het 'vat met de stamper' (the vessel with the pestle) en de 'kelk uit het paleis' (the chalice from the palace) is gifvrij. Om Hawkins te helpen onthouden dat hij het goede drankje pakt, heeft ze een ezelsbruggetje bedacht:
"The pellet with the poison's in the vessel with the pestle, the chalice from the palace has the brew that is true", (Het bolletje gif zit in het vat met de stamper en de kelk uit het paleis heeft het goede brouwsel). Deze tongbreker werd de meest beroemde quote uit de film. Criticus Jack Moffitt vond de quote een slechte parodie op de tongbreker van Bob Hope:
"There's a nick on the muzzle of the pistol with the bullet and a scratch on the barrel of the pistol with a blank."

## Prijzen
Danny Kaye ontving een nominatie voor een Golden Globe voor zijn rol.